# Бовтиська западина
Бо́втиська запа́дина — астроблема (залишки метеоритного кратера) поблизу села Бовтишка, на глибині кількасот метрів у центральній частині Українського щита (північне крило українського літосферного щита).

## Загальний опис
Западина розташована у верхів'ї річки Тясмин — правої притоки Дніпра, на межі Кіровоградської та Черкаської областей, поблизу села Бовтишка Олександрівського району Кіровоградської області.
Закладена в кристалічних породах щита, вкритих червоноколірними пісками тріасового — ранньоюрського віку. Являє собою лійкоподібну депресію діаметром 24—25 км та завглибшки до 600 м, ускладнену центральним підняттям. У плані ізометрична. Оскільки западину «поховано» під товщею осадових порід потужністю до 500 м, її вивчення здійснювалося за кернами свердловин.
Більшість дослідників дотримується думки про метеоритне походження западини.
У межах Бовтиської западини розташована природоохоронна територія — ландшафтний заказник «Розумівська балка».

## Породи
Основну частину розрізу становить 300-метрова товща вулканогенних та осадово-вулканогенних відкладів верхньоюрського, крейдового та ранньопалеогенового віку. Завершують розріз осадові утворення кайнозою — глини, алеврити, глинисті горючі сланці, буре вугілля, торф.

## Історія досліджень

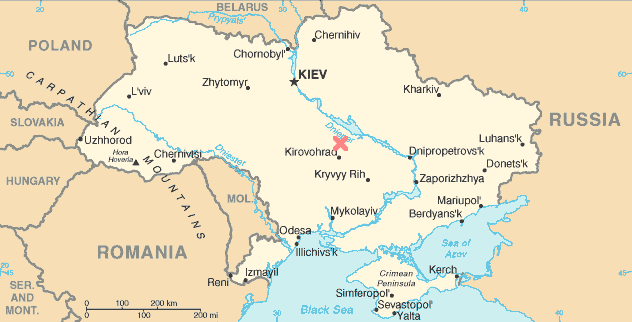
Бовтиська западина на мапі.

Уперше на Бовтиську западину звернув увагу Л. Ткачук (1933). Через 20 років тут було закладено перші свердловини, в яких було виявлено горючі сланці.
В 1963 році розвідку горючих сланців здійснювали працівники тресту «Київгеологія» під керівництвом Ю. Басса та В. Грабовського. Під осадовими породами було виявлено вулканічні туфи. Було висловлено припущення, що мільйони років тому тут діяв вулкан із кратером понад 20 кілометрів у діаметрі. Пізніше була запропонована гіпотеза, що Бовтиська западина — це астроблема, яка утворилася внаслідок падіння на Землю метеорита. Структура має всі ознаки вибухового метеоритного кратера: правильна кругла форма, кільцевий вал, центральна гірка, у межах кратера наявне плавлене скло, імпактити та брекчії вибухового походження. Остаточне визнання метеоритна гіпотеза здобула наприкінці 1990-х.
Бовтиський кратер є найбільшим серед подібних в Україні та входить до переліку найбільших у світі.
Згідно з початковими дослідженнями, вік кратера було визначено в межах від 55 до 170 млн років. Найчастіше траплялося значення 88 ± 3 млн років.
Дно кратера після його формування було заповнено розплавом, під впливом якого на першому етапі атмосферні опади випаровувалися й утворення кратерного озера почалося лише після остигання розплаву до 100 °C і нижче. Гаряча вода реагувала з породами стінок кратера, змінюючи їхній хімічний склад. Висока температура перешкоджала розвитку життя, тому нижні 120 м розрізу відкладень зовсім позбавлено органічних залишків. Наступний етап характеризувався накопиченням осадів в умовах прісноводного басейну з нормальною температурою води. Потужність цієї частини розрізу, яка за палеофлористичними даними належить до палеоцену, сягає 300 метрів у центрі кратера. В еоцені кратер і прилеглі до нього ділянки було перекрито осадами потужністю 80—100 м.

### Вік кратера
Аналіз продуктів радіоактивного розпаду аргону, проведений у 2002 році, встановив вік кратера у 65,17 ± 0,64 млн років. Хоча ці датування вказують на те, що Бовтиська западина утворилася через сотні тисяч років після кратера Чиксулуб на півострові Юкатан, радіоізотопне та палінологічне дослідження поширеності спор папороті (сплесків папороті), проведене у 2010 році, дозволило припустити, що падіння бовтиського метеорита могло статися за кілька тисяч років до Чиксулубу. Подальші дослідження, проведені у 2021 році, за допомогою аргон-аргонового датування показало, що Бовтиська западина утворилася приблизно 65,39 ± 0,14/0,16 млн років тому, через 650 000 років після Чиксулубської катастрофи. Автори дослідження припускають, що сплески папороті, ймовірно, були наслідком самого зіткнення. Крім того, вони припустили, що зіткнення могло порушити процес відновлення після K-Pg вимирання.